# Sam & Cat
Sam & Cat fue una serie de televisión de comedia de situación estadounidense de Nickelodeon, creada por Dan Schneider, estrenada el 8 de junio de 2013. La serie es un spin-off de iCarly y Victorious, protagonizado por Jennette McCurdy y Ariana Grande como Sam Puckett y Cat Valentine, respectivamente. La serie fue confirmada por Nickelodeon el 29 de noviembre de 2012 y se empezó a grabar en Seattle a partir del 28 de enero de 2013.
El episodio final fue transmitido el 17 de julio de 2014 como una introducción a los primeros Kids' Choice Sports Awards.
La serie se canceló en 2014 contando con una única temporada a pesar de sus altos niveles de audiencia para el canal. Fue más una decisión de las propias actrices que estaban tomando rumbos más importantes en sus respectivas carreras.

## Argumento
Al final de iCarly, se puede ver a Sam Puckett (Jennette McCurdy) dejar la ciudad en su motocicleta, en este spin-off, se sabe que llega a Los Ángeles, lugar donde se encuentra a la recién graduada de "Hollywood Arts" (Victorious), Cat Valentine (Ariana Grande), al tener que ser compañeras de piso se hacen rápidamente amigas e inauguran una guardería de niños, llamada "Sam & Cat's Super Rockin' Fun-Time Babysitting Service" (Sam & Cat Super Genial y muy Divertido Servicio de Niñeras), misma en la que se desenvuelven la mayoría de las tramas principales, mismas que se centran en el contraste de personalidades de ambos personajes.
El negocio está impulsado por su vecino, "Dice" (Cameron Ocasio), que conoce a todos los inquilinos del edificio y puede hacer que la gente se hagan clientes de las chicas. Nona (Maree Cheatham), es la abuela de Cat y también ayuda a las jóvenes niñeras, a pesar de su nueva vida en "Elderly Acres", un asilo de ancianos, en la cual se mantiene ocupada. El nuevo trabajo de las chicas deriva locas aventuras con los niños que cuidan. Las dos chicas se hacen mejores amigas y tratan de llevarse mejor para que, juntas, tengan grandes y divertidas aventuras.

## Reparto

### Principales
- Jennette McCurdy como Samantha Pucket "Sam"

- Ariana Grande como Catherine Valentine "Cat"

- Cameron Ocasio como Dice Corleone

- Maree Cheatham como Nona Valentine

### Secundarios
- Zoran Korach como Goomer.
- Gabriel Sáenz como Luis Dirshlitk.
- Sophia Grace Brownlee como Gwen.
- Rosie McClelland como Ruby.
- Dan Schneider como Tandy.
- Jamie Snow como Valerie.
- Emily Skinner como Chloe.
- Griffin Kane como  Max.[10][11]

### Invitados
- Elizabeth Gillies como Jade West.[12]
- Nathan Kress como Freddie Benson.
- Matt Bennett como Robert "Robbie" Shapiro.
- Jerry Trainor como "Crazy" Steve / Spencer Shay.
- Abby Wilde como Stacey Dillsen.
- Mary Scheer como Marissa Benson.
- Noah Munck como Gibby Gibson.
- Eric Lange como Erwin Sikowitz.[13]
- Michael Eric Reid como Sinjin Van Cleef.
- Reed Alexander como Nevel Papperman.
- Kel Mitchell como Peezy B (Demo de Double G).
- Bubba Ganter como El ayudante de Peezy B.[14]
- Penny Marshall como Sylvia Burke.[15]
- Cindy Williams como Janice Dobbins.[15]
- Scott Baio como Kevin (Oficial de Policía).[16][17]

## Episodios
| Temporada | Temporada | Episodios | Comienzo           | Final               |
| --------- | --------- | --------- | ------------------ | ------------------- |
|           | 1         | 36        | 8 de junio de 2013 | 17 de julio de 2014 |

## Producción
El 3 de agosto de 2012, Nickelodeon anunció que el productor Dan Schneider, creador de iCarly y Victorious hizo el episodio piloto para una nueva serie con Jennette McCurdy y Ariana Grande (actrices de iCarly y Victorious respectivamente) llamado Sam & Cat. El piloto fue ordenado en agosto de 2012 y grabado el 19 de septiembre de 2012. La serie fue confirmada con una temporada y 20 episodios el 29 de noviembre de 2012, y la producción empezó a partir del 28 de enero de 2013. El 23 de marzo de 2013, después de los Nickelodeon's 2013 Kids' Choice Awards, se anunciaría la primera promoción oficial de estreno de la serie, pero no fue mostrado por razones desconocidas. El 26 de febrero de 2013, Nickelodeon anunció todas sus novedades para 2013, y en ello se confirmó el estreno de la serie que será en el otoño de este año. Pero el 18 de abril de 2013, se dio a conocer el primer anuncio oficial que confirma el estreno de Sam & Cat para el verano. El 11 de mayo de 2013, se confirma en otra promoción oficial de la serie, que el estreno sería el 8 de junio de 2013.
Durante la producción, el 9 de marzo de 2013, Dan Schneider anunció que un invitado especial estaba en el estudio de grabación de Sam & Cat, pero se negó a decir de quién se trataba. Dan explicó que si los aficionados lo hubiesen sabido, habrían «enloquecido». Además confirmó que el invitado especial participaría en un episodio de Sam & Cat de otoño de 2013. Finalmente, la estrella invitada fue Kel Mitchell, ex-estrella y cocreador de la serie Kenan & Kel. El 18 de abril de 2013, Nickelodeon lanzó el primer tráiler de la serie, anunciando el estreno en junio del mismo año. Luego del tercer anuncio oficial de esta serie, se confirmó, el 13 de mayo de 2013, que el estreno de Sam & Cat sería el sábado 8 de junio de 2013.
La primera temporada se estrenó el 8 de junio de 2013, debutando como el episodio piloto de una serie con actores de carne y hueso más vista en el canal en desde los tres años previos, con un total de 4,2 millones de espectadores, luego del estreno de Victorious en 2010 con 5,7 millones de espectadores. Los 20 episodios restantes de la primera temporada iniciaron sus grabaciones el 14 de septiembre de 2013. Gracias al éxito que tuvo la serie durante los primeros episodios, el canal Nickelodeon decidió aumentar la cifra de episodios, el 11 de julio de 2013, Nickelodeon sumó 20 episodios más para la primera temporada de la serie, teniendo en total 40 episodios.
Sam & Cat es una de las muchas series que Nickelodeon estrenó en 2013, entre las que se encontraban Wendell & Vinnie, Monsters vs. Aliens, Sanjay and Craig, Rocket Monkeys.Power Rangers Megaforce,AwesomenessTV y The Haunted Hathaways.
El 3 de octubre de 2013, el productor de la serie Dan Schneider, confirmó por vía Twitter, un episodio especial de Sam & Cat que volvería a unir a los elencos de iCarly y Victorious por segunda vez, al igual que en su primer encuentro, "iParty with Victorious". Los invitados especiales son: Elizabeth Gillies como Jade West, Nathan Kress como Freddie Benson y Matt Bennett como Robbie Shapiro.
El 25 de febrero de 2014, en la cuenta de YouTube de Dan Schneider (DanWarp), el productor de la serie, subió un video donde se daba la noticia de que se realizaría un episodio especial de Sam & Cat donde regresaría a algunos personajes de iCarly; Los invitados especiales son: Noah Munck como Gibby Gibson, Reed Alexander como Nevel Papperman y Danielle Morrow como Nora Dirshlitt.

## Recepción

### Audiencia
El programa se estrenó el 8 de junio de 2013 y llegó a ser el programa #2 en audiencias infantiles ese día, con un total de 4,2 millones de espectadores, desbancando a la serie de Disney Channel: Good Luck Charlie, que tuvo un total de 1,9 millones de espectadores, haciendo que Nickelodeon fuera el #2 en audiencias totales en este fin de semana con 1,7 millones de espectadores totales.
El segundo episodio de Sam & Cat se estrenó el 15 de junio de 2013 titulado "#FavoriteShow", obteniendo un total de 2,80 millones de espectadores. En la región de México en Nickelodeon, la serie llegó con un total de 400,000 espectadores, siendo #1 en la región y en Brasil también debutó como número uno. En la región inglesa, en el Reino Unido e Irlanda, rompiendo récords de audiencia por más de cuatro años en una serie de estreno, con un total de 340.000 millones de espectadores. Un episodio más, con una audiencia alta fue "#Lumpatious", estrenado el 11 de enero de 2014, atrayendo a un total de 3.4 millones de espectadores, haciendo que, también, el canal Nickelodeon ganará la semana con su total de espectadores, que fue de 1.7 millones totales. Sam & Cat fue la serie infantil de acción real más vista por el mes de enero de 2014, al obtener audiencias por más de 2.9 millones de espectadores. En el especial de una hora "#TheKillerTunaJump: #Freddie, #Jade, #Robbie", la serie reunió un total de 4.8 millones de espectadores, y un índice de 0.81 en adultos de 18-49, haciendo también, la mayor audiencia en niños de entre 6-11 años desde 2012, haciendo que el canal también fuera el #1 durante enero.

### Crítica
En 2014, los usuarios de IMDb califica a Sam & Cat con 6.1 sobre 10, y al episodio "#Pilot" lo califica con 8.6 sobre 10 estrellas, siendo una buena puntuación. Emily Ashby de Common Sense Media dio 2 estrellas sobre 5, mientras que sus usuarios califican a la serie con 3 estrellas sobre 5. TV.com califica al show 7.6 sobre 10.

## Premios y nominaciones
| Año  | Galardón                     | Categoría                                    | Nominado         | Resultado |
| ---- | ---------------------------- | -------------------------------------------- | ---------------- | --------- |
| 2014 | ANMTVLA Awards               | Mejor serie infantil juvenil emitida en 2013 | Sam & Cat        | Nominado  |
| 2014 | ANMTV Brazil Awards          | Mejor serie infantil juvenil emitida en 2013 | Sam & Cat        | Nominado  |
| 2014 | Kids' Choice Awards 2014     | Show de TV Favorito                          | Sam & Cat        | Ganador   |
| 2014 | Kids' Choice Awards 2014     | Actriz de TV Favorita                        | Ariana Grande    | Ganadora  |
| 2014 | Kids' Choice Awards 2014     | Actriz de TV Favorita                        | Jennette McCurdy | Nominado  |
| 2014 | Kids' Choice Awards 2014     | Show de Televisión de Australia Favorito     | Sam & Cat        | Ganador   |
| 2014 | Kids' Choice Awards 2014     | Artista Sexy Favorito de Australia           | Ariana Grande    | Nominada  |
| 2014 | Teen Choice Awards           | Comedia                                      | Sam & Cat        | Nominada  |
| 2014 | Kids Choice Awards Colombia  | Programa Internacional Favorito              | Sam & Cat        | Nominado  |
| 2014 | Kids Choice Awards México    | Programa Internacional Favorito              | Sam & Cat        | Ganador   |
| 2014 | Kids Choice Awards Argentina | Programa Internacional Favorito              | Sam & Cat        | Nominado  |
| 2020 | Meus Premios Nick            | Serie de TV Favorita                         | Sam & Cat        | Ganador   |
| 2020 | Meus Premios Nick            | Programa de Nick Favorito                    | Sam & Cat        | Nominado  |